# Magó (216 aC)
Magó va ser un oficial d'Hanníbal a Itàlia.
El seu nom apareix al tractat entre Hanníbal i el rei Filip V de Macedònia. Probablement va ser enviat després junt amb Bostar i Giscó per acompanyar als ambaixadors macedonis de tornada a la cort per ratificar el tractat però va caure en mans dels romans i enviat presoner a Roma.